# La Carrera (Sant Julià de Vilatorta)
La Carrera és una masia del municipi de Sant Julià de Vilatorta (Osona) inclosa en l'Inventari del Patrimoni Arquitectònic de Catalunya.

## Descripció
Es tracta d'un edifici civil. És una masia de planta rectangular, coberta a dos vessants i amb el carener perpendicular a la façana, orientada a llevant. Presenta diverses etapes constructives que distorsionen l'estructura primitiva. Les edificacions envolten la casa i tanquen la lliça enllosada a la qual s'accedeix a través d'un portalet resguardat per una teulada de ceràmica vidriada. La façana presenta un portal rectangular amb llinda de fusta, al primer pis hi ha un balcó que comunica amb un cos de porxos, a les golfes s'obre una finestreta. A l'angle nord-est s'hi adossa un cos que ubica un antic forn. La part nord és gairebé cega llevat d'unes obertures de construcció recent. Hi ha una finestra protegida per llangardaixos. A la part de ponent és on millor s'observa l'estructura primitiva i sobresurt una mena de torre coberta a dos vessants. A l'angle Nord-oest hi ha un contrafort. En aquest sector s'adossa el cos de construcció més recent (1950).
Hi ha una cabana de planta rectangular (6x8 m), amb una coberta a dos vessants, amb el carener perpendicular a la façana situada a migdia.
Consta d'una sola planta i es troba assentada damunt un talús de pedra viva. La façana presenta un portal rectangular amb llinda de roure; presenta també, un petit ràfec damunt d'una antiga era.
El material constructiu és pedra viva unida amb morter de fang i amb algun afegitó de calç. L'estat de conservació no és gaire bo.

## Història
És una masia d'estructura complexa. Les úniques notícies que en tenim són les dates de la mateixa construcció.
-Finestra de les golfes: 1799
-Cos adossat a ponent: 1950
-Arrebossat façana: 1984.
La història de la cabana va unida a la del mas, i podem situar-la entre el s.XVIII i el s.XX.